# Landgoed Mentink

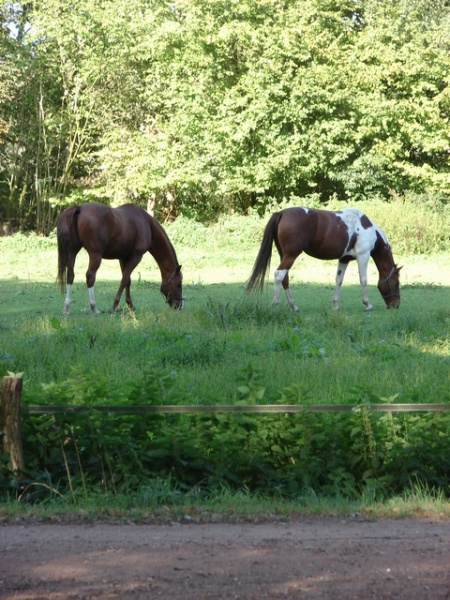

Het Landgoed Mentink is een landgoed in de gemeente Winterswijk, ten westen van de spoorlijn Zutphen - Winterswijk. Het is een van de onderdelen van het in 2005 door de Nederlandse overheid uitgeroepen Nationaal Landschap Winterswijk, een gebied van totaal bijna 22.000 hectare groot.

## Geschiedenis
De boerderij Mentink werd reeds bewoond in het begin van de 17e eeuw. In de loop der eeuwen zijn daar een aantal boerderijen bijgekomen. Het landgoed is in 1916 aangekocht door de textielfabrikant Jan Willink ("Tricot-Jan") van de Tricotfabriek in Winterswijk. Landgoed Mentink bestond toen uit vijf boerderijen: Mentink, Mentinkhuisje, Mentinkbos, Mentinkberg en Nieuw Lichtenberg. Willink bouwde hier geen landhuis, maar liet wel verschillende boerderijen vervangen door een nieuwe boerderij. De oude bleef dan als bijgebouw op het erf staan. Om versnippering van het landgoed te voorkomen bepaalde hij dat altijd één familie alle vijf boerderijen van het landgoed zou pachten. 

In 1975 is het landgoed in het bezit gekomen van Vereniging Natuurmonumenten. Met de oude bomenlanen, bossen, zandpaden en omliggende akkers heeft het de sfeer van een authentiek Achterhoeks landgoed. Natuurmonumenten heeft een gemarkeerde wandelroute van ongeveer vijf kilometer uitgezet langs de mooiste doorkijkjes. Mentink ligt aan het aangrenzende Korenburgerveen.

## Bron en externe link
- natuurmonumenten.nl
- wandelbeeld.nl

Bekendelle · Beurzerbeek · Blekkinkveen · Bönnink · Borkense baan · Buskersbos · Corlese Veen · Döttinkrade · Grote Goor · Hilgelo · Kloosterbos · Korenburgerveen · Landgoed Kotten · Landgoed Mentink · Landgoed Walfort · Loohuisbos · Meddosche Veen · Slingeplas · Steengroeve · Steenkamp · Stortelersbeek · Vragenderveen · Willinks Weust · Wooldse Veen · Zwanenbroek